# Cavendishia macrocephala
Cavendishia macrocephala är en ljungväxtart som beskrevs av A. C. Smith. Cavendishia macrocephala ingår i släktet Cavendishia och familjen ljungväxter. Inga underarter finns listade i Catalogue of Life.